# 熱帯夜 (テレビドラマ)
『熱帯夜』（ねったいや）は、1983年9月9日・16日・23日、フジテレビで放送された全3話のテレビドラマ。主演は桃井かおり、松田優作。2009年にDVDがリリースされている。

## 概要
サラ金を強盗した男女を描く。

## 出演者

### 主なキャスト
須藤英二 - 松田優作
- プラネタリウムで、自慰に耽るサチ子を脅し、サチ子を利用し現金を強奪。その後、石崎に追われながらも、サチ子とともに逃避行、そしてサトルらとの奇妙な連携プレーが始まる。改造モデルガンを所持。（形状からウイングマスター、使用している弾はBB弾と思われる）故郷は因島市で、昔東京のレストランで、コック見習いとして働いていた。29歳。

矢島サチ子 - 桃井かおり
- 金融会社の社員で、ラジオ番組のコーナー"あなたもシンガーソングライター"に自らが作詞した曲を投稿していたが、初作の"熱帯夜"までは採用されなかった。そして逃走中も送り先を伏せて投稿する。極度の近眼で、たまに言葉をつかえる（吃音症？）癖があり、そのせいで他人からバカにされていた。第一～三夜のサブタイトル（寝苦しいのよ熱帯夜、など）は、サチ子の作詞した歌の歌詞である。故郷は岐阜県だが、父親がいなかったため、いい思い出がない。29歳。

山田サトル - せんだみつお
- フリーのカメラマン。特ダネの写真をつかんだことがなく、街頭で須藤とサチ子を撮影した際、須藤から犯行の瞬間を撮れば有名になるからと言われ、撮影するのはいいが自分が逮捕されるか、国外逃亡したときまで公開するなと言われる。しかし第二・三夜では、その約束を破り、須藤に無断で犯行現場を撮影した写真を匿名で出版社に送る。

サダオ - ケーシー高峰
- のぞき部屋の従業員。家庭があるのに家出したまま蒸発し、サダオの家族が人探しでテレビに出たため、カメラを嫌う。須藤らと行動をともにするが、家族が恋しくなり一旦別れるが再び合流し、第三夜でマユミと結婚し、須藤らと別れる。故郷は福島県。

マユミ - 熊谷真実
- のぞき部屋の店員で、須藤の妹。須藤らと行動をともにする。第三夜でサダオと結婚し、須藤らと別れる。

### その他キャスト
石崎刑事 - 岸部一徳
- 須藤らを追う刑事。第三夜で、須藤とサチ子を射殺する。

刑事 - 田村勝彦
- 石崎の同僚の刑事。

ラジオのDJ - おすぎ&ピーコ
- ラジオのDJで、おすぎとピーコ本人として出演。

神父 - 神山寛
- 第三夜で登場するサダオとマユミの式を挙げる教会の神父。

逗子マリーナの従業員 - 山西道広
- 第三夜で登場する逗子マリーナの従業員。ヨットを買いに来た須藤を見て少し不審に思う。

## ストーリー

### 第一夜・嘘ばっかしの星の下
～寝苦しいのよ熱帯夜。誰か、誰かあたしを眠らせて～
- 冒頭、須藤は繁華街ののぞき部屋に入る。そこで偶然妹であるマユミを見るが、のぞき部屋で働くマユミに「馬鹿が！」と吐き捨て、店を出る。そして須藤はプラネタリウムで、自慰に耽るサチ子を脅し、サチ子の勤める新宿の金融会社に押し入り、現金を強奪。サチ子もあらかじめ、通報ベルのコードを切断していた。その後二人を背後から撮影する男、サトルに出会う。須藤は条件付きで、サトルを仲間に加え、新車（いすゞ・ファーゴ）に乗り換える。サダオとマユミを伴って犯罪者と被害者とカメラマンの奇妙な連携プレーが始まる。
- オープニングで黛ジュンの「憂愁」が、須藤・サチ子とサトルがマンションの空き部屋で正式にコンビを組んだ時に新谷のり子の「フランシーヌの場合」が使われている。

### 第二夜・海辺の蛍たち
～どこへ飛ぶのか海とも知らず、夢とも知らず海辺の蛍～
- 冒頭、遊園地で車を盗み、現金輸送車の警備員を襲い、現金を強奪。サトルはその瞬間を撮影。サダオは、一緒にきたはいいが、故郷が恋しく、途中で別れる。一方刑事の石崎はラジオ局と、須藤の故郷である因島で聞き込みをする。次に須藤が来たのは岐阜の郡上八幡。そこの銀行を襲い、検問中の警官を射殺。何も関係なかったサチ子も、いつのまにか共犯者になる。その足で須藤らは因島に上陸し、母親と住民らに再会する。一方サダオは家に戻るが、妻は別の男と再婚していて、結局また須藤らと合流し、行動を共にするのだった。
- ロケ協力は、因島市観光課・尾道市観光課・ホテル臨海。
- 須藤らが岐阜に向けて深夜の高速道路を疾走するシーンであがた森魚の「赤色エレジー」が、郡上八幡に到着時、仲宗根美樹の「川は流れる」が、因島に来た時、寺山修司作詞で、カルメン・マキの歌である「時には母のない子のように」が使われている。
- 御殿場線富士岡駅が映る。

### 第三夜・夢からの挨拶
～夢でなら、けしの花にもすぐなれる。だから早く、あたしを眠らせて～
- 因島を出た須藤らは、東海・近畿と、広域にわたり犯行を行う。そして須藤・サチ子は、サダオとマユミの結婚式を挙げ、須藤はサチ子とサトルとともに行動する。その間にも石崎は須藤らを追い詰めていき、須藤は肩を撃たれ、負傷。三人は一時的に留守中の民家に忍び込み、サチ子は須藤の恋人でもないのに惹かれ、サトルも身内が一人もいないから、これからも付き合うと言う。そしてヨットを買い、須藤は逃亡を図る。しかしもう石崎らがそこまで来ていた。土壇場でサトルは裏切り、須藤とサチ子は逃げようとするが、二人は石崎の手によって射殺され、「昭和枯れすゝき」が流れる…。
- ロケ協力は、小田急ファミリーランド・相模湖ローヤル・逗子マリーナ。
- サダオとマユミが式を挙げている間、須藤とサチ子が銀行強盗を行ったシーンで、森田公一とトップギャランの「青春時代」が使われている。
- テクニカルアドバイザーをトビー門口、擬斗を若駒、カースタントをタケシレーシングが担当。

## スタッフ
- 脚本 - 早坂暁
- 音楽 - 宇崎竜童
- テクニカル・アドバイザー - トビー門口
- プロデュース - 中村敏夫
- 撮影 - 竹越由幸
- 照明 - 宮明
- VE - 皆川慶助
- VTR - 林泰雄
- メイク - 入江美粧
- 大道具 - 東映美術センター
- 衣装 - 鷹志衣装
- スチール - 得本公一
- タイトル - 川崎利治
- 制作協力 - 東映ビデオスタジオ、東通
- 編集 - 音響ハウス
- 演出 - 澤井謙爾
- 衣裳協力 - MEN'S BIGI、SAZABY agnès b.
- カースタント - タケシレーシング
- 擬斗 - 若駒

## 関連文献
- 早坂暁『熱帯夜』大和書房、1983年9月30日。